# Morris Commercial J-type

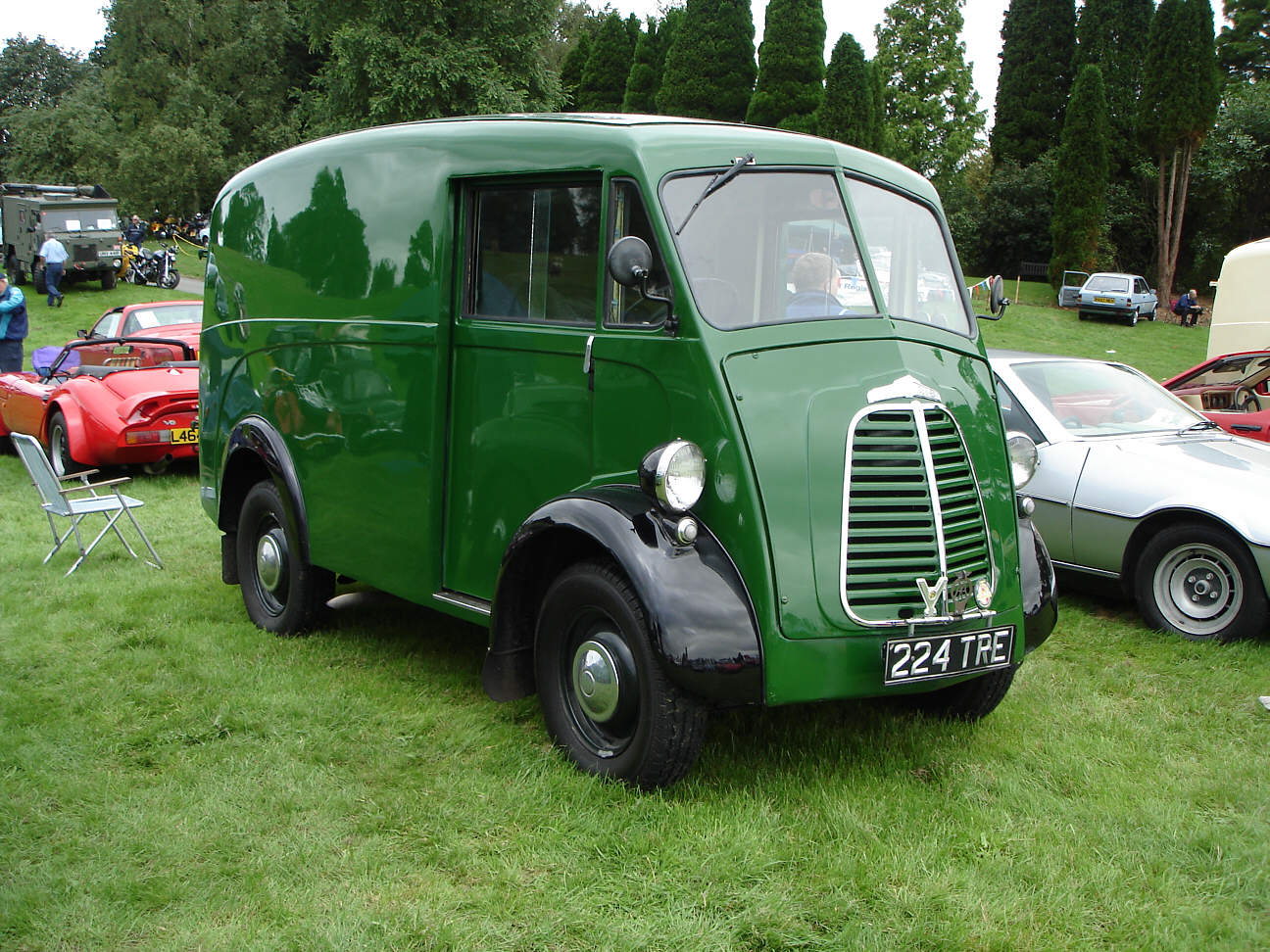
Morris JB de 1957.

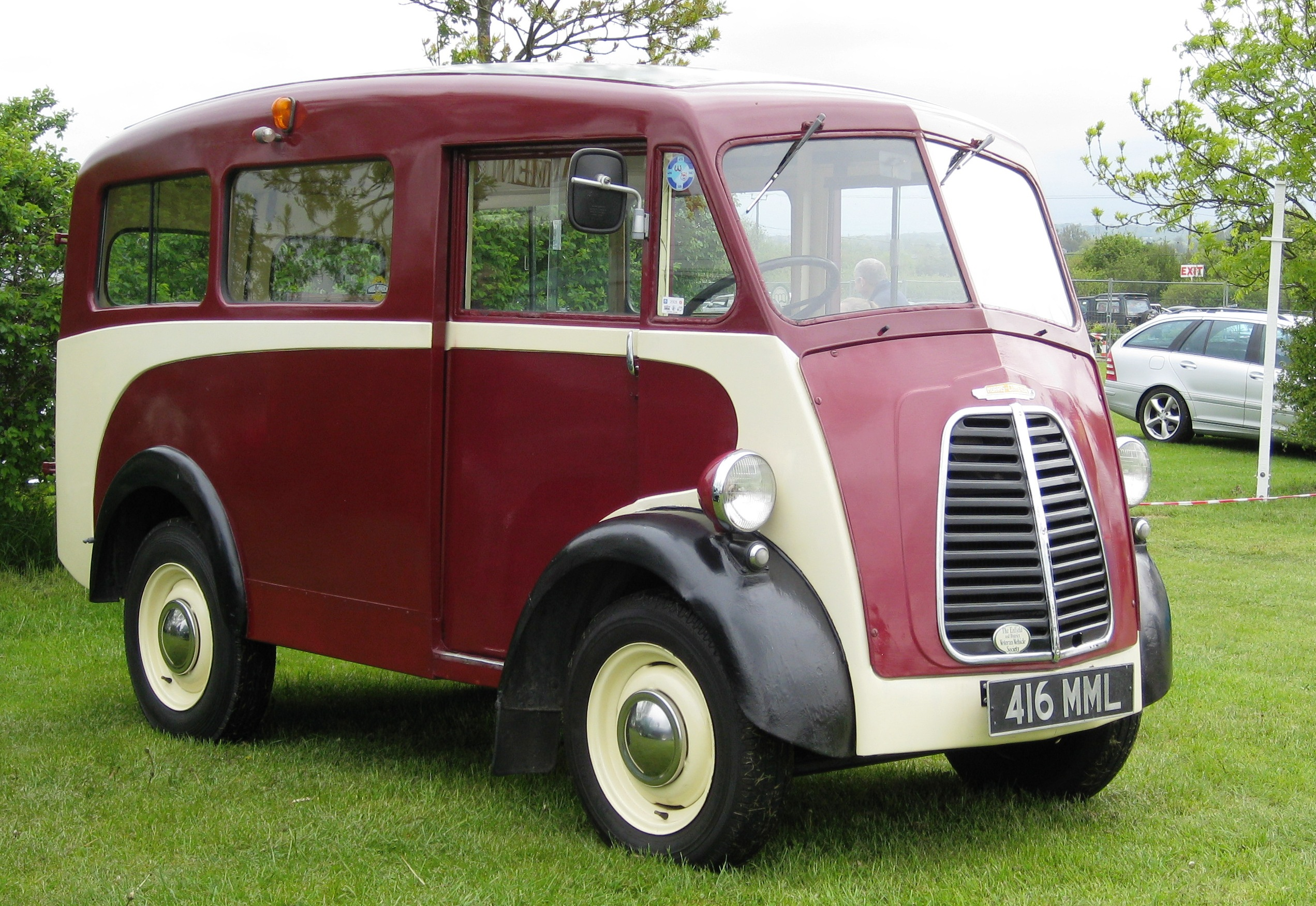
Morris J-Type avec vitres latérales supplémentaires, adapté pour transporter des passagers.

La camionnette Morris Commercial type J est un van d'une demi-tonne lancé par Morris Commercial en 1949 et produite jusqu'en 1961. Après la formation de la British Motor Corporation en 1952 par la fusion de Morris société mère, la Nuffield Organisation, et Austin, l'appellation « Commercial » a été abandonné et le van a été commercialisé comme la Morris J-type.
Le van a suivi la tendance de l'époque qui consistait à avoir la cabine avancée et des portes coulissantes de chaque côté. Elle a été faite pour la conduite à droite et à gauche. En plus de véhicules complets, le J-type est également fourni en châssis roulant destiné à être carrossé à l'extérieur, et il est apparu, entre autres formes, comme pick-up, camion-benne, camionnette de glacier et camionnette de laitier. Beaucoup ont été achetés par le British Post Office et ces derniers diffèrent de la norme en ayant des ailes  en caoutchouc à l'avant et à l'arrière.
Le type J est équipé d'un moteur quatre cylindres à soupapes latérales de 1 476 cm3 basé sur celui utilisé dans la voiture Morris Oxford MO. Les roues arrière motrices sont entraînées par une boîte à trois vitesses et un essieu arrière à biseau spiral, remplacé plus tard par un type hypoïde.
Le van a été mis à jour pour devenir le JB en 1957, avec un moteur à soupapes en tête BMC Série B de  1.489 cm³ et une boîte à quatre vitesses.
Une version Austin du van apparaît en 1957 sous l'appellation Austin 101, qui diffère de la Morris uniquement par la grille de la calandre et la marque.
La production cessa début 1961, après que plus de 48 600 exemplaires furent produits. Il a été remplacé par le Morris J4.

## J-types notables
Un célèbre Morris Commercial J (en termes de visibilité dans les médias) est le van publicitaire du médicament anti-allergie Reactine vu à la télévision et lors d'événements promotionnels.
Le 3 février 2013, un type J est devenu le nouveau visage du Chocolat Cadbury en Australie et en Nouvelle-Zélande. Le véhicule promotionnel "Joymobile" utilisé en Australie est connu pour être le véhicule déjà partiellement restauré à Hobart en Tasmanie, puis vendu à un « mystérieux acheteur » et converti et décoré  dans la couleur pourpre Cadbury distinctive à Sydney. La publicité à la télévision a été tournée en Nouvelle-Zélande.
Il y eut au moins une type J australienne vers 1960, avec une carrosserie en laiton conçue pour fonctionner dans un environnement salin, le propriétaire ayant une ostréiculture sur la rivière George à Sydney.